# Viola cochranei
Viola cochranei là một loài thực vật có hoa trong họ Hoa tím. Loài này được Ballard miêu tả khoa học đầu tiên năm 1993.